# Neolophonotus zimbabwe
Neolophonotus zimbabwe är en tvåvingeart som beskrevs av Jason Gilbert Hayden Londt 1985. Neolophonotus zimbabwe ingår i släktet Neolophonotus och familjen rovflugor.
Artens utbredningsområde är Zimbabwe. Inga underarter finns listade i Catalogue of Life.